# Machiasport (Maine)
Machiasport es un pueblo ubicado en el condado de Washington en el estado estadounidense de Maine. En el Censo de 2010 tenía una población de 1.119 habitantes y una densidad poblacional de 7,01 personas por km².

## Geografía
Machiasport se encuentra ubicado en las coordenadas 44°37′41″N 67°22′46″O / 44.62806, -67.37944. Según la Oficina del Censo de los Estados Unidos, Machiasport tiene una superficie total de 159.56 km², de la cual 55.45 km² corresponden a tierra firme y (65.25%) 104.11 km² es agua.

## Demografía
Según el censo de 2010, había 1.119 personas residiendo en Machiasport. La densidad de población era de 7,01 hab./km². De los 1.119 habitantes, Machiasport estaba compuesto por el 97.14% blancos, el 0.8% eran afroamericanos, el 0.8% eran amerindios, el 0.27% eran asiáticos, el 0.09% eran isleños del Pacífico, el 0.27% eran de otras razas y el 0.63% pertenecían a dos o más razas. Del total de la población el 1.79% eran hispanos o latinos de cualquier raza.